# Himalaja-Fichte
Die Himalaja-Fichte (Picea smithiana), auch Morinda-Fichte genannt, ist eine Pflanzenart aus der Gattung der Fichten (Picea) in der Familie der Kieferngewächse (Pinaceae).

## Beschreibung

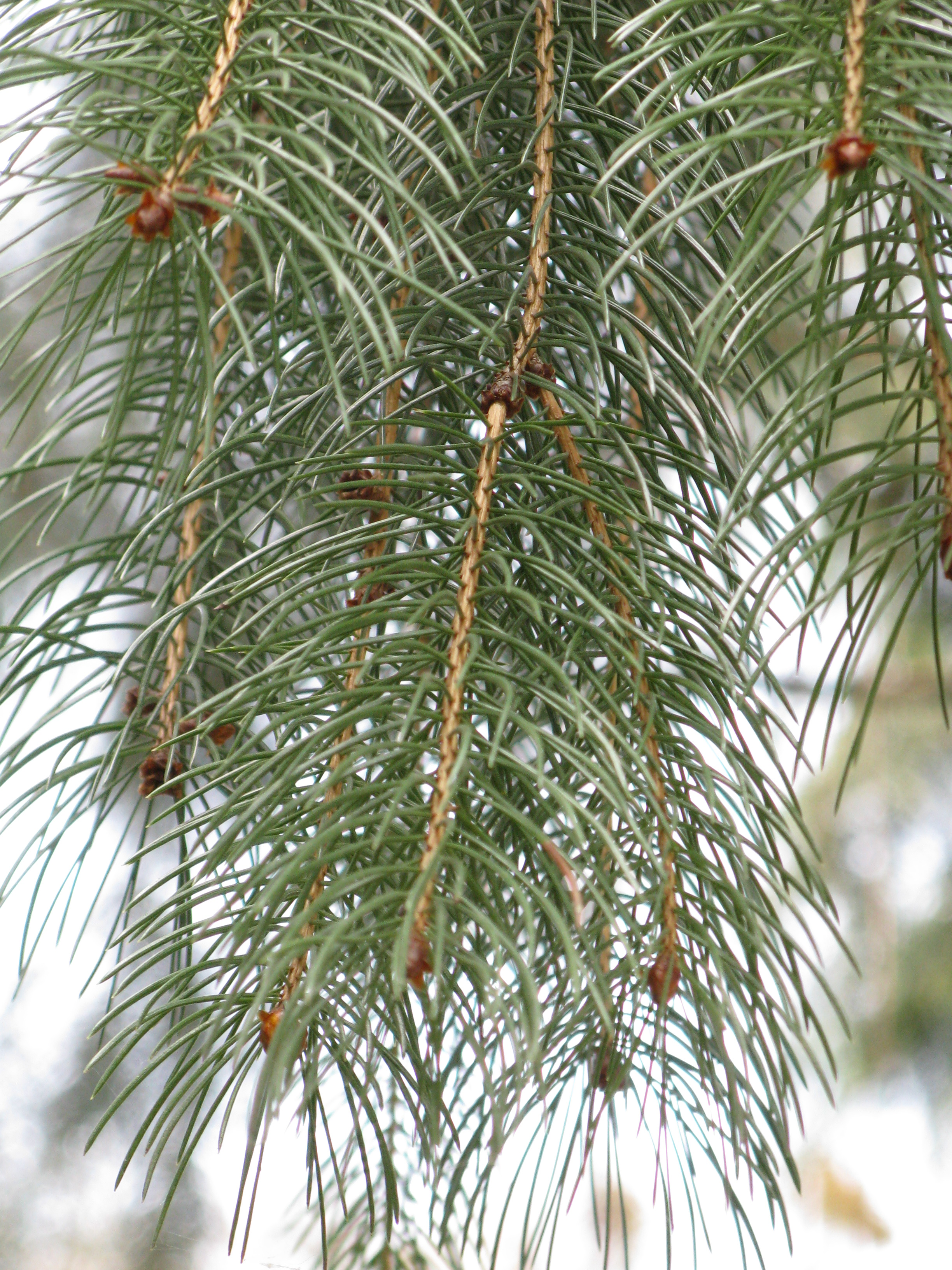
Nadeln

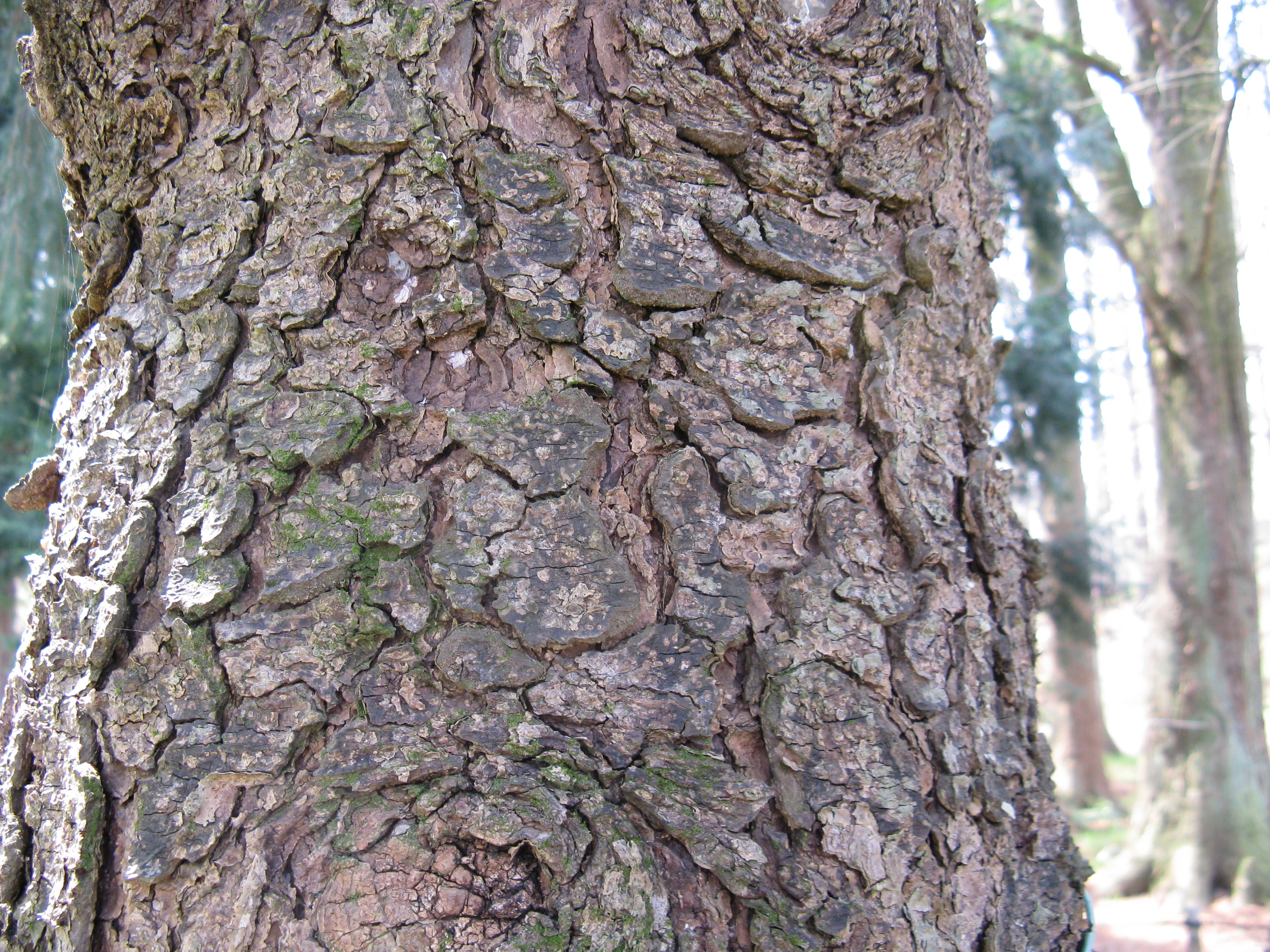
Borke

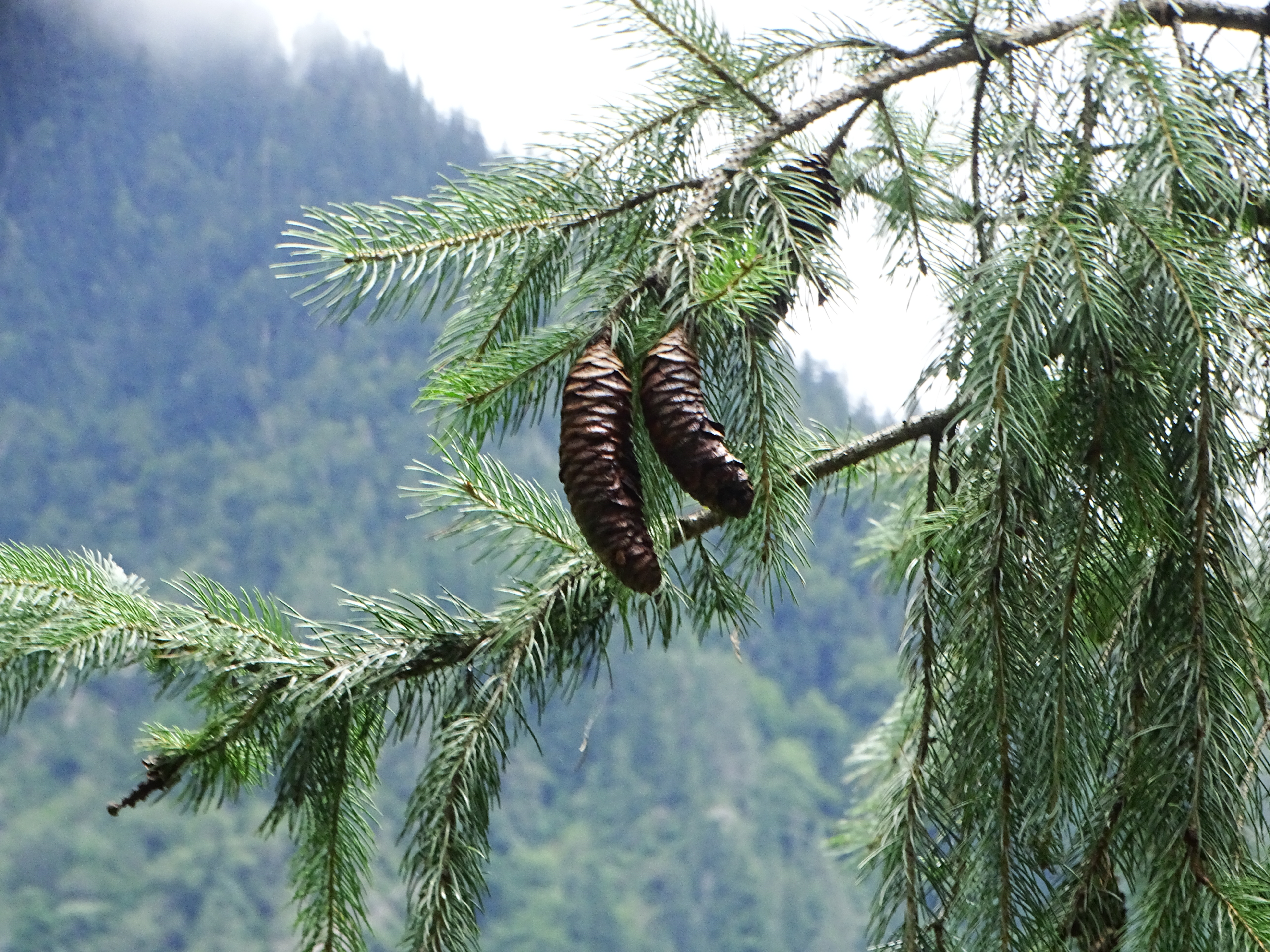
Zweig mit Zapfen

Die Himalaja-Fichte ist ein immergrüner Baum, der Wuchshöhen bis zu 60 Meter erreicht. Der Brusthöhendurchmesser kann bis zu 2 Meter betragen. Die stumpf braune Borke zerbricht in große runde Platten. Die Krone ist eine schlanke Spindel mit waagerechten Ästen, die an den Enden aufwärts gebogen sind. Die Krone ist häufig gegabelt. Die Äste tragen lange herabhängende, stumpf braune oder stumpf graue Zweige.
Die Winterknospen sind glänzend purpurbraun, konisch oder eiförmig und etwa 8 mm lang. Die Nadelblätter sind an den hängenden Zweigen zwischen 2,5 und 5,5 Zentimeter lang und zwischen 1,3 und 1,8 Millimeter breit. Sie sind dünn, vorwärts gebogen und nicht stechend. Die Farbe ist glänzend dunkelgrün, die Spitze scharf zugespitzt, sie besitzen einen runden Querschnitt. Auf jeder Seite finden sich 2 bis 5 Längsrillen.
Die Himalaja-Fichte ist einhäusig getrenntgeschlechtig (monözisch). Die männlichen Blüten sind eiförmig und etwa 4 cm lang. Sie stäuben im Juni.  Die Zapfen sind zunächst grün und verfärben sich dann nach braun. Sie sind 7 bis 18 cm lang und 3 bis 5 Zentimeter dick. Sie sind deutlich herabhängend und zylindrisch, sich nach beiden Enden verjüngend. Die zahlreichen Schuppen sind breitlich, umgekehrt eiförmig und etwa 3 Zentimeter lang und 2,4 Zentimeter breit. Sie stehen sehr dicht und haben glatte, gebogene Spitzen. Die Samen durchmessen etwa 5 Millimeter. Sie sind dunkelbraun und 1 bis 1,5 Zentimeter lang geflügelt.
Die Chromosomenzahl beträgt 2n = 24.

## Verbreitung
Die Himalaja-Fichte wächst auf Lithosol, einem schwach entwickelten Boden aus Festgestein (Gesteinsrohböden, Schutt- oder Skelettböden), in Höhenlagen zwischen 2300 und 3600 Meter.
Sie ist in Afghanistan, Nordindien, Nepal, Kaschmir, Pakistan und im Autonomen Gebiet Tibet heimisch. In England wird sie hin und wieder in größeren Gärten angepflanzt, in Mitteleuropa ist sie dagegen, vielleicht von den wärmsten Lagen abgesehen, nicht ausreichend winterhart.

## Systematik und Taxonomie
Picea smithiana (Wall.) Boiss. gehört in der Gattung Picea in Sektion Picea, Untersektion Picea und Serie Smithianae. Sie hat das Basionym Pinus smithiana Wall. und die Synonyme Abies smithiana (Wall.) Lindl., Pinus khutrow Royle ex Turra und Picea morinda Link.